# جيروم لويس
جيروم لويس (بالإنجليزية: Jerome Louis)‏ (23 سبتمبر 1987 - ) هو لاعب كرة قدم ناميبي في مركز الهجوم. شارك مع منتخب ناميبيا لكرة القدم. أما مع النوادي، فقد لعب مع تاونشيب رولرز ونادي بلاك أفريكا.

## وصلات خارجية
- جيروم لويس على موقع قاعدة بيانات كرة القدم.إي يو (الإنجليزية)
- جيروم لويس على موقع ناشيونال فوتبول تيمز (الإنجليزية)
- جيروم لويس على موقع عالم كرة القدم.نت (الإنجليزية)